# Örnólfsdalssandur
Örnólfsdalssandur är en kulle i republiken Island. Den ligger i regionen Västlandet, 80 km norr om huvudstaden Reykjavík. Toppen på Örnólfsdalssandur är 303 meter över havet.
Trakten runt Örnólfsdalssandur är nära nog obefolkad, med mindre än två invånare per kvadratkilometer. Trakten runt Örnólfsdalssandur består i huvudsak av gräsmarker.